# Drosophila flavolineata
Drosophila flavolineata är en tvåvingeart som först beskrevs av Oswald Duda 1927.  Drosophila flavolineata ingår i släktet Drosophila och familjen daggflugor.
Artens utbredningsområde är Costa Rica.